# Etobema
Etobema is een geslacht van vlinders van de familie spinneruilen (Erebidae), uit de onderfamilie Lymantriinae.

## Soorten
- E. antra Swinhoe, 1903
- E. binominata Bryk, 1935
- E. circumdata Walker, 1865
- E. eleuterioides Semper, 1899
- E. forbesi Druce, 1899
- E. fusciapicalis Rothschild, 1915
- E. melanophleps Collenette, 1930
- E. ragonoti Mabille, 1880